# Алтинсаріно (Костанайський район)
Алтинса́ріно (каз. Алтынсарин) — село у складі Костанайського району Костанайської області Казахстану. Входить до складу Мічурінського сільського округу.
Населення — 1177 осіб (2021; 1019 у 2009, 808 у 1999, 955 у 1989).